# 834-es főút (Magyarország)
A 834-es főút (2013. június 30-ig 8404-es számú mellékút) a Veszprém vármegyei Pápa és a Vas vármegyei Sárvár között húzódik kelet-nyugati irányban. 9 települést érint, köztük Celldömölköt és Sitkét. 41 km hosszú, teljes hosszában 2x1 sávos, a 83-as és a 84-es számú főút között kiépített másodrendű főút. Kezelője a Magyar Közút Kht.
2013. július 1-én, az elektronikus útdíjfizetés bevezetésekor számozták át.

## Útvonala
A 834-es számú főút Pápa nyugati határában, a 83-as főútból ágazik ki nyugat felé a város elkerülőjén. Áthalad a közigazgatásilag a városhoz tartozó Borsosgyőrön  majd a Bittva-patakon és Nyárádon. Borsosgyőr és Nyárád között előbb délre Pápadereskén át Dákára, majd észak felé Mezőlakra lehet eljutni. Nyárád után a Pig-Coop sertéstelepe mellett halad el – a telepnél található a Mihályházára vezető bekötőút, amely a 8405-ös számot viseli. Ezután Nemesszalókot érinti, ahol áthalad a Hajagos-patakon, keresztezi az észak felé Marcalgergelyibe és dél felé Somlójenőre vezető 8411-es mellékutat, amely 8-as főúthoz csatlakozik, majd a 10-es vasútvonalat egy útátjáróban. A vasúti kereszteződés után Külsővat határában halad az út, ahol északi irányban Külsővat, déli irányban Adorjánháza, felé vezet mellékút (utóbbi több településen áthaladva a 8411-eshez csatlakozik Iszkázon), átlépi Vas és Veszprém vármegye határát, innentől Vas vármegyében halad. Áthalad a Marcal folyón és Merseváton. Mersevát és Celldömölk, a Kemenesalja központja között ágazik le belőle a Kemenesszentmárton felé 8611-es mellékút, amelyen el lehet jutni Kenyerin át Beledre és a 86-os főútra illetve Csornára és Mosonmagyaróvárra, majd az út áthalad Celldömölk északi részén és a 20-as vasútvonal alatt. A város központjából a 8429-es úton lehet eljutni Jánosházára, ahonnét Nemeskeresztúrra is el lehet jutni, illetve a 84-es út által Sümegre és a Balaton térségébe is. Celldömölk nyugati határában áthalad a Cincán és itt ágazik ki belőle észak felé a 8452-es közút, amely Kemenesmihályfa és Ostffyasszonyfa érintésével Uraiújfaluba vezet – a település néhány kilométerre délre fekszik a 86-os főúttól. A következő település az úton Tokorcs, ahol egy mellékút ágazik el Kemenesmihályfa felé. Tokorcs után található egy elágazás dél felé: ezen a mellékúton érhető el Intaháza, Mesteri és a Ság hegy. Az út ezután áthalad Nagysimonyin, Sitkén – itt dél felé Gércére vezet egy mellékút –, a Kemenesen és Sárvár-Hegyközségnél csatlakozik a 84-es főúthoz.